# TDK秋田総合スポーツセンター
TDK秋田総合スポーツセンター（TDKあきたそうごうスポーツセンター）は秋田県にかほ市の総合スポーツ施設群。施設はTDKが所有し、TDKが運営管理も行っている。Jリーグチームブラウブリッツ秋田の前身であるTDKサッカー部が本拠地のひとつとしていた。民間施設ながら秋田わか杉国体のサッカー会場となった。現在では、TDK硬式野球部とTDK親和会サッカー部のホームとなっている。

## 施設
- サッカー場[4]
- 野球場[5]
- 水泳場[6][7]
- 体育館[8]
- ロッジ にかほ市スポーツ宿泊研修センター[9] (にかほ市が運営)[10]

## アクセス
- 羽越本線金浦駅から徒歩25分